# Australian Championships 1961
Turniej tenisowy Australian Championships, dziś znany jako wielkoszlemowy Australian Open, rozegrano w 1961 roku w Melbourne w dniach 20 - 30 stycznia.

## Zwycięzcy

### Gra pojedyncza mężczyzn
- Roy Emerson (AUS) - Rod Laver (AUS) 1:6, 6:3, 7:5, 6:4

### Gra pojedyncza kobiet
- Margaret Smith Court (AUS) - Jan Lehane O'Neill (AUS) 6:1, 6:4

### Gra podwójna mężczyzn
- Rod Laver (AUS)/Robert Mark (AUS) - Roy Emerson (AUS)/Marty Mulligan (AUS) 6:3, 7:5, 3:6, 9:11, 6:2

### Gra podwójna kobiet
- Mary Carter Reitano (AUS)/Margaret Smith Court (AUS) - Mary Bevis Hawton (AUS)/Jan Lehane O'Neill (AUS) 6:4, 3:6, 7:5

### Gra mieszana
- Jan Lehane O'Neill (AUS)/Bob Hewitt (AUS) - Mary Carter Reitano (AUS)/John Pearce (AUS) 9:7, 6:2